# Brian McKnight
Brian McKnight, född 5 juni 1969 i Buffalo, New York, är en amerikansk singer-songwriter, producent och R&B-musiker som kan spela nio instrument: piano, gitarr, basgitarr, trummor, slagverk, trombon, tuba, flygelhorn och trumpet.

## Diskografi i urval
- Brian McKnight (1992)
- I Remember You (1995)
- Anytime (1997)
- Back at One (1999)
- Superhero (2001)
- U-Turn (2003)
- Gemini (2005)
- Ten (2006)
- Evolution of a Man (2009)

## Fotnoter
1. ↑  Internet Broadway Database, Internet Broadway Database person-ID: 464058.[källa från Wikidata]
2. ↑  läs online, famousdude.com .[källa från Wikidata]
3. ↑  läs online, www.maniadb.com .[källa från Wikidata]
4. ↑  Discogs, Discogs utgivnings-ID: 5678349.[källa från Wikidata]
5. ↑  läs online, www.tvguide.com .[källa från Wikidata]
6. ↑  läs online, video.xbox.com .[källa från Wikidata]
7. ↑  läs online, www.contactmusic.com .[källa från Wikidata]
8. ↑  läs online, www.moviefone.com  .[källa från Wikidata]
9. ↑  Allmusic, AllMusic sång-ID: mt0008513411.[källa från Wikidata]
10. ↑  Qobuz, Qobuz album-ID: 0004400673152.[källa från Wikidata]
11. ↑  läs online, www.reverbnation.com .[källa från Wikidata]